# Aeroportul Internațional Sam Ratulangi
Aeroportul Internațional Sam Ratulangi (IATA: MDC, ICAO: WAMM) este un aeroport din Manado, North Sulawesi⁠(d), Indonezia ce deservește zona Manado. Aeroportul a fost tranzitat în 2018 de 2.819.640 de pasageri. A fost deschis în 2001 și numit după Sam Ratulangi⁠(d).
Situat la o altitudine de 81 m, aeroportul dispune de o singură pistă. Este operat de Angkasa Pura⁠(d).